# Klemens von Metternich
(Klemens von Metternich)
Klemens Wenzel Nepomuk Lothar von Metternich-Winneburg-Beilstein, conte e, dal 1813, principe di Metternich-Winneburg (Coblenza, 15 maggio 1773 – Vienna, 11 giugno 1859), è stato un nobile, diplomatico e politico austriaco, dal 1821 al 1848 cancelliere di Stato.
Fu al centro della politica europea per tre decenni, fino alle rivoluzioni liberali, dalle quali fu costretto alle dimissioni.
Nato nella casata dei Metternich e figlio di un diplomatico, Metternich ricevette un'ottima istruzione presso le università di Strasburgo e di Magonza. Fin da giovane venne impiegato in incarichi diplomatici di alto profilo, inclusi i ruoli di ambasciatore nel Regno di Sassonia, nel Regno di Prussia e, in particolare, nella Francia napoleonica. Uno dei suoi primi compiti quando divenne ministro degli Esteri austriaco fu quello di organizzare una distensione con la Francia che includesse il matrimonio di Napoleone con l'arciduchessa austriaca Maria Luisa. Successivamente progettò l'ingresso dell'Austria nella guerra della sesta coalizione a fianco degli Alleati, firmò il Trattato di Fontainebleau con cui Napoleone venne mandato in esilio e guidò la delegazione austriaca al Congresso di Vienna che divise l'Europa post-napoleonica tra le maggiori potenze. Per il suo servizio all'Impero austriaco, gli fu conferito il titolo di principe nell'ottobre 1813. Sotto la sua guida, il "sistema Metternich" basato sui congressi internazionali perdurò per un altro decennio mentre l'Austria iniziava una politica di avvicinamento con la Russia e, in misura minore, con la Prussia. Questo segnò il culmine del rilievo in politica estera dell'Austria e da questo momento in poi Metternich iniziò un lento declino che lo relegò ai margini della diplomazia internazionale. In patria, Metternich ricoprì la carica di Cancelliere di Stato dal 1821 al 1848 sotto il regno di Francesco I e di suo figlio Ferdinando I. Dopo un breve esilio a Londra, Brighton e Bruxelles, tornò nel 1851 alla corte viennese, questa volta nel semplice ruolo di consigliere del successore di Ferdinando, Francesco Giuseppe. Sopravvissuto alla sua generazione di politici, Metternich si spense all'età di 86 anni nel 1859.
Conservatore tradizionale, Metternich si dimostrò desideroso di mantenere l'equilibrio del potere, in particolare resistendo alle ambizioni territoriali russe nell'Europa centrale e nelle terre dell'Impero ottomano. Non amava il liberalismo e si sforzò di prevenire la disgregazione dell'Impero austriaco e per fare questo non esitò a reprimere le rivolte nazionaliste nell'Italia settentrionale, a quel tempo parte dell'Austria. In patria perseguì una politica simile, ricorrendo alla censura e a un'ampia rete di spionaggio per reprimere i dissidenti. Metternich è stato sia elogiato che pesantemente criticato per le sue politiche. I suoi sostenitori hanno sottolineato che fu l'artefice dell'"Epoca di Metternich", quando la diplomazia internazionale contribuì a prevenire grandi conflitti in Europa. Le sue qualità di diplomatico furono lodate anche notando che i suoi risultati erano considerevoli alla luce della debolezza della sua posizione negoziale. I suoi detrattori, tuttavia, hanno sostenuto che avrebbe potuto fare molto per assicurare una posizione di rilievo per l'Austria nel futuro e che fosse stato un ostacolo per le riforme.

## Biografia

### Infanzia ed educazione

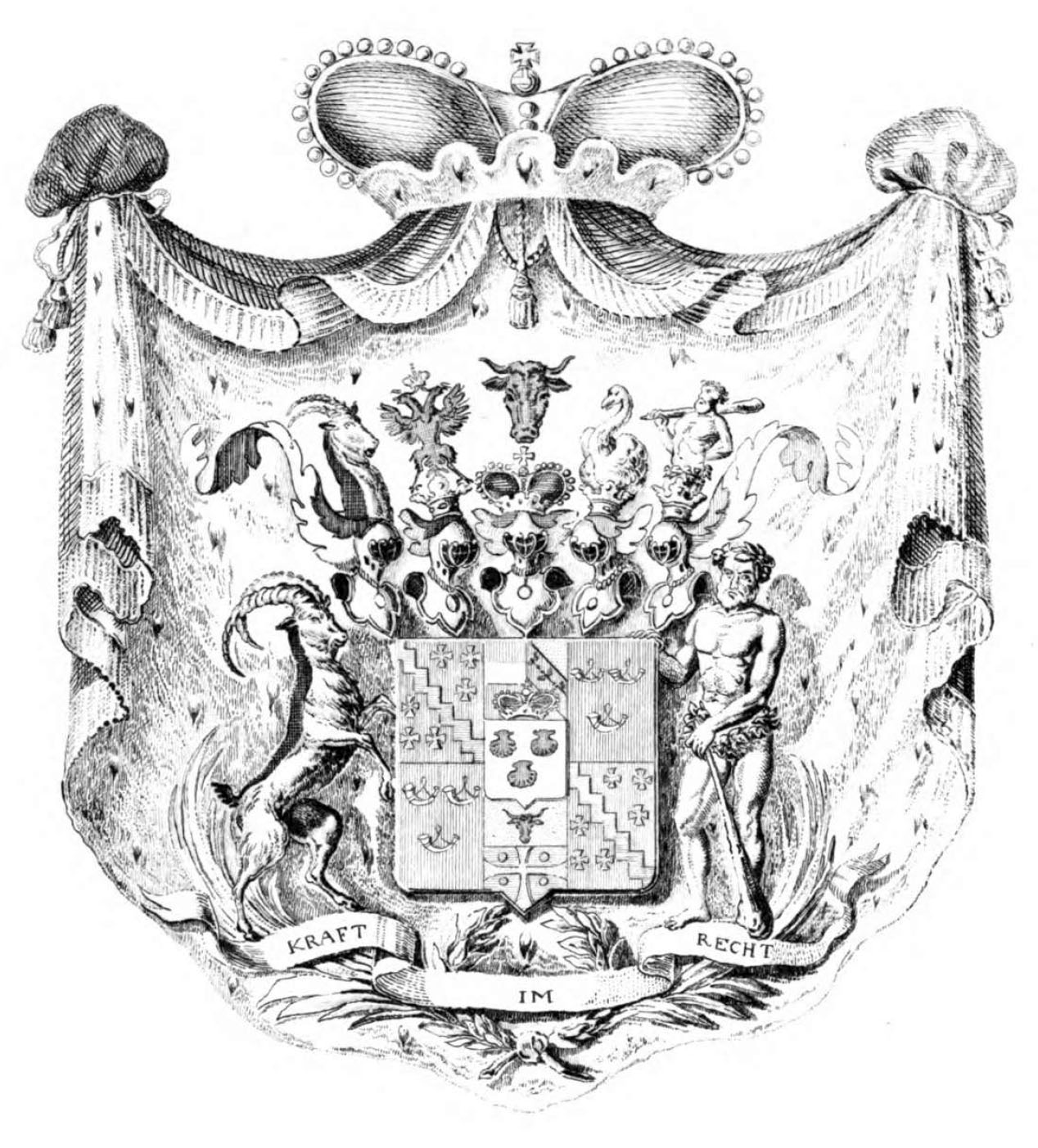
Scudo d'arme della famiglia Metternich

Klemens von Metternich nacque il 15 maggio 1773 da Franz George Karl Metternich, conte di Winneburg e Beilstein, un diplomatico che, dopo aver servito l'arcivescovo di Treviri, era passato al servizio della corte imperiale, e dalla moglie Maria Beatrice Aloisia von Kagenegg (in alternativa von Kageneck).
Battezzato in onore dell'arcivescovo di Treviri, Clemente Venceslao di Sassonia, di cui il padre era stato al servizio, Klemens aveva una sorella maggiore ed era l'erede designato del titolo e dei modesti possessi di famiglia, che comprendevano un forte in rovina a Beilstein, un castello a Winneberg e due tenute agricole, una situata nei pressi di Coblenza, l'altra a Königswart in Boemia.
Dal momento che il padre prestava servizio come ambasciatore imperiale presso le corti degli arcivescovi di Treviri, Colonia e Magonza, l'educazione del giovane Klemens fu gestita dalla madre e risentì della vicinanza all'ambiente culturale francese, tanto che per molti anni Metternich stesso si sentì più a suo agio nel comunicare in francese rispetto al tedesco; in seguito, tuttavia, il padre affidò il figlio alle cure di un precettore protestante, che lo istruì nelle materie accademiche e gli insegnò il nuoto e l'equitazione, e decise di portarlo con sé nelle sue visite ufficiali alla corte.
Nell'estate del 1788 Metternich iniziò a studiare giurisprudenza presso l'Università di Strasburgo, dove, per qualche tempo, fu ospitato dal principe di Zweibrücken. In questi anni il tutore lo descrisse come persona "di bell'aspetto, felice e amabile", ma i contemporanei sottolinearono anche la tendenza a essere un fanfarone e un bugiardo. Nel settembre 1790 Metternich lasciò Strasburgo per partecipare all'incoronazione di Leopoldo II a imperatore del Sacro Romano Impero che si sarebbe tenuta il mese seguente a Francoforte; in tale occasione ricoprì il ruolo di maestro delle cerimonie per conto del collegio comitale cattolico di Vestfalia e, sotto l'egida paterna, conobbe il figlio primogenito dell'imperatore, Francesco.
Tra la fine del 1790 e l'estate del 1792 Metternich studiò giurisprudenza all'università di Magonza (il cambio di università fu dovuto al fatto che Strasburgo era troppo vicina al confine francese e dunque alla minaccia della rivoluzione); inoltre, nelle pause estive di studio, seguì il padre, che era stato nominato plenipotenziario per i Paesi Bassi austriaci.

### Esordi in diplomazia
Nel marzo dello stesso anno, l'imperatore Leopoldo morì e suo figlio Francesco salì al trono; il nuovo imperatore fu incoronato a luglio e Metternich, oltre a ricoprire il ruolo di maestro delle cerimonie, ottenne l'onore del primo ballo accanto alla duchessa Luisa di Meclemburgo-Strelitz, futura regina di Prussia.
Frattanto la Francia aveva dichiarato guerra all'Austria e dato inizio alla prima coalizione; impossibilitato a proseguire gli studi a Magonza, Metternich raggiunse il padre che era stato inviato in missione al fronte; qui diresse l'interrogatorio del ministro della guerra francese, Pierre de Beurnonville, prigioniero degli austriaci, e di diversi membri della commissione nazionale e partecipò come osservatore all'assedio di Valenciennes.
Nei primi mesi del 1794 accompagnò in Gran Bretagna il visconte Desandrouin, tesoriere generale dei Paesi Bassi Austriaci,  al fine di negoziare un prestito; durante il soggiorno a Londra incontrò diverse volte il re e conobbe diversi esponenti della classe dirigente inglese, tra cui il primo ministro William Pitt il Giovane, Charles James Fox ed Edmund Burke.
Nel settembre del 1794 Metternich fu nominato ministro plenipotenziario per i Paesi Bassi Austriaci, ma nel giro di pochi mesi l'esercito francese conquistò pressoché l'intero territorio belga e avanzò profondamente all'interno della Germania; privato di tutte le proprietà (tranne Königswart), amareggiato dalle vicende e dalle critiche alla politica paterna, Metternich raggiunse i genitori, già rifugiatisi a Vienna.

### Primo matrimonio
Il 27 settembre 1795, a Vienna, sposò la contessa Eleonore von Kaunitz, nipote dell'ex cancelliere Wenzel Anton von Kaunitz-Rietberg. Sebbene fosse un matrimonio combinato dalla madre di Metternich e sebbene lo stesso sposo fosse piuttosto distaccato con la moglie, non vi è motivo di sospettare che Eleonore fosse infelice; il di lei padre, principe Kaunitz, pose due condizioni alle nozze: Eleonore avrebbe continuato a vivere in casa e Metternich avrebbe dovuto rinunciare alla carriera diplomatica fino alla morte del principe.

### Congresso di Rastatt
Rimasto a Vienna insieme alla moglie, Metternich riprese gli studi; nel gennaio 1797 nacque sua figlia Maria; nel settembre dello stesso anno morì il suocero e quindi egli poté partecipare al congresso di Rastatt  prima come segretario del padre e poi come rappresentante del collegio comitale della Westfalia. Rimase a Rastatt fino allo scioglimento del congresso, nell'aprile dell'anno successivo; Eleonore decise di seguire il marito e a Rastatt diede alla luce due figli, Franz (febbraio 1798) e Klemens (giugno 1799); Klemens però morì pochi giorni dopo la nascita e Franz contrasse un'infezione polmonare da cui non si sarebbe mai ripreso.

### Ambasciatore

#### Dresda e Berlino
La sconfitta del Sacro Romano Impero nella seconda coalizione sconquassò gli ambienti diplomatici e al promettente Metternich fu offerta una scelta fra tre incarichi: la rappresentanza presso la Dieta imperiale, l'ambasciata a Copenaghen e quella a Dresda, presso l'Elettore di Sassonia. Nel gennaio 1801 Metternich scelse l'ambasciata a Dresda; a febbraio scrisse un memorandum diretto al principe elettore e visitò la tenuta di Königswart, ove si trattenne fino al 4 novembre, quando assunse ufficialmente l'incarico.
Il memorandum, comunque, passò pressoché inosservato, dal momento che il principe elettore Federico Augusto, persona assai ritirata, intendeva mantenere un contegno strettamente neutrale e di ciò risentiva l'ambiente diplomatico, al punto che l'ambasciatore inglese, Sir Hugh Elliot, consigliò a Metternich di inventare il contenuto dei dispacci.
Tuttavia, nonostante la noia dell'ambiente di corte, Metternich si consolò con un'amante, Katharina Bagration, da cui ebbe una figlia, Klementine, riconosciuta sia dal padre sia dalla sempre paziente Eleonore che, nel gennaio 1803, partorì un maschio, Viktor. Ebbe, infine, modo di conoscere Friedrich Gentz, un pubblicista che avrebbe servito Metternich sia come confidente sia come critico per i successivi trent'anni, oltre a stabilire diversi legami con importanti personaggi politici polacchi e francesi.
A seguito della Reichsdeputationshauptschluss, la famiglia Metternich ottenne il titolo di principe del Sacro Romano Impero ed un seggio alla Dieta imperiale, oltre a nuove proprietà a Ochsenhausen, già feudo di un'abbazia imperiale che divenne il loro principato sovrano. Anche grazie al nuovo status principesco la sorella di Klemens, Pauline Kunigunde sposò il principe Ferdinando Federico Augusto di Württemberg, fratello minore di re Federico I oltre che cognato dell'imperatore Francesco I d'Austria e zio materno dell'imperatore Alessandro I di Russia.
Nel frattempo, a seguito di un nuovo rimpasto diplomatico, Metternich fu inviato alla ben più prestigiosa legazione del Regno di Prussia, assumendo ufficialmente l'incarico nel novembre dello stesso anno; arrivò a Berlino in un momento assai critico per la diplomazia europea, preoccupata per le sempre più evidenti ambizioni espansionistiche di Napoleone Bonaparte che avevano messo in allarme lo zar di Russia Alessandro I e l'imperatore Francesco.
Infatti, nell'autunno del 1804, l'imperatore Francesco II decise di concordare un'azione congiunta con lo zar di Russia entro il mese di agosto del 1805 e di costituire la Terza coalizione; a Metternich fu affidato il compito, ritenuto quasi impossibile, di convincere la Prussia a unirsi alla coalizione; tale incarico, già ritenuto arduo all'inizio, divenne impossibile dopo la vittoria francese nella battaglia di Auerstädt, che indusse il re di Prussia Federico Guglielmo III ad allinearsi con i francesi.

#### Parigi

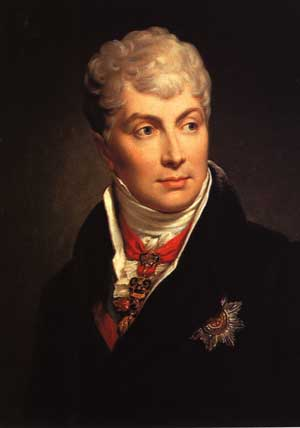
François Gérard, Ritratto del principe Klemens von Metternich, 1808

A seguito della disfatta, Johann Philipp von Stadion divenne nuovo ministro degli esteri e Metternich sostituì Stadion nell'incarico di ambasciatore presso lo zar; non si recò, però, mai in Russia perché, a seguito delle pressioni di Napoleone, Metternich divenne ambasciatore a Parigi, incarico estremamente prestigioso e ben retribuito.
Finalmente, dopo un arduo viaggio, nell'agosto del 1806 raggiunse Parigi, dove fu ricevuto dal barone von Vincent e da Engelbert von Floret, che sarebbe divenuto uno dei suoi più stretti consiglieri; il 5 agosto, incontrò il ministro degli esteri francese Charles Maurice de Talleyrand e cinque giorni dopo, a Saint-Cloud, fu ricevuto dallo stesso Napoleone.
Durante la guerra della quarta coalizione, che attirò l'attenzione di Talleyrand e di Napoleone verso la Prussia e la Russia, Metternich fu raggiunto dalla moglie e dai figli, ma la loro presenza non gli impedì di coltivare le sue relazioni con la corte e le sue liaison con Carolina Bonaparte e con Laure Junot.

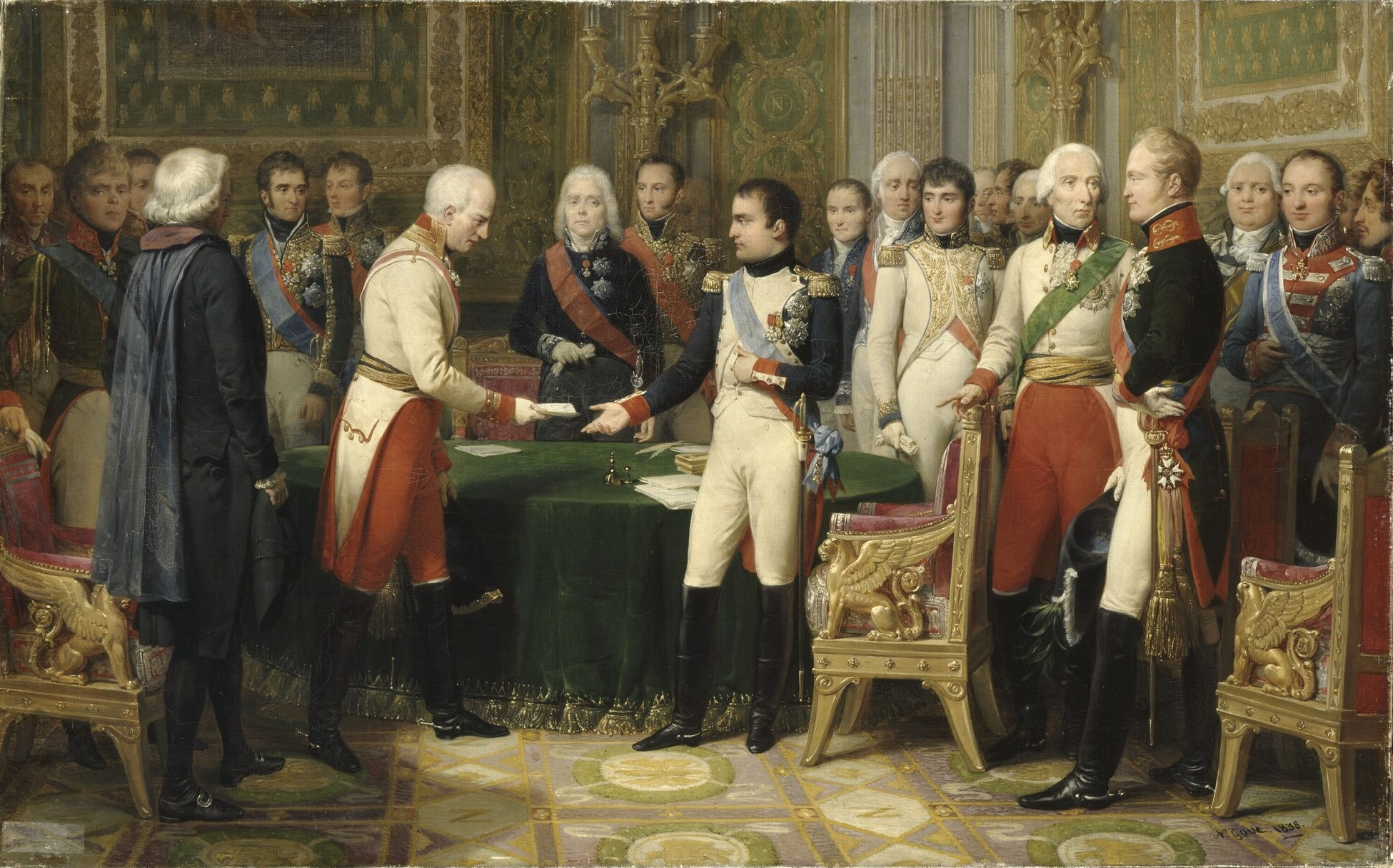
Napoleone riceve il barone von Vincent al Congresso di Erfurt

Dopo la pace di Tilsit del luglio 1807 Metternich osservò che la posizione dell'Austria in Europa era estremamente più vulnerabile, ma riteneva che l'accordo tra la Russia e la Francia non sarebbe durato a lungo. Nel frattempo, intavolò trattative serrate con il nuovo (e non molto accomodante) ministro degli esteri, Jean-Baptiste Champagny, in merito ai forti francesi sul fiume Inn. Nei mesi successivi il suo prestigio crebbe ancor di più e Metternich, conscio dell'inevitabilità di un conflitto con Napoleone, cercò di prospettare allo zar Alessandro I un'alleanza russo-austriaca contro la Francia, ma lo zar, impegnato in altri conflitti, declinò.
Le intuizioni di Metternich in merito alla guerra si dimostrarono esatte: infatti Napoleone, presto seguito dagli avversari, diede corso al riarmo e al Congresso di Erfurt (cui Metternich non poté partecipare a causa del veto diretto di Napoleone) tentò, senza esito, di convincere la Russia a invadere l'Austria. Alla fine del 1808 Metternich fu richiamato a Vienna per cinque settimane per riferire direttamente alla corte in merito alla coesione dell'esercito francese, ai rapporti tra Francia e Russia e alla possibilità che i francesi, impegnati nella guerra peninsulare, mobilitassero un esercito per combattere in Europa centrale.
A seguito della dichiarazione di guerra da parte dell'imperatore d'Austria Francesco I (con questo nome, dopo la fine del Sacro Romano Impero nel 1806, era ora designato l'ex imperatore romano Francesco II), atto di inizio della guerra della quinta coalizione, Metternich fu arrestato in rappresaglia per l'analoga misura adottata dall'imperatore contro l'ambasciatore francese di Vienna, ma gli fu permesso di tornare in Austria sotto scorta; finalmente, a seguito della conquista francese di Vienna, fu condotto nella capitale austriaca e scambiato con i diplomatici prigionieri francesi.

### Ministro degli esteri

#### Distensione con Napoleone

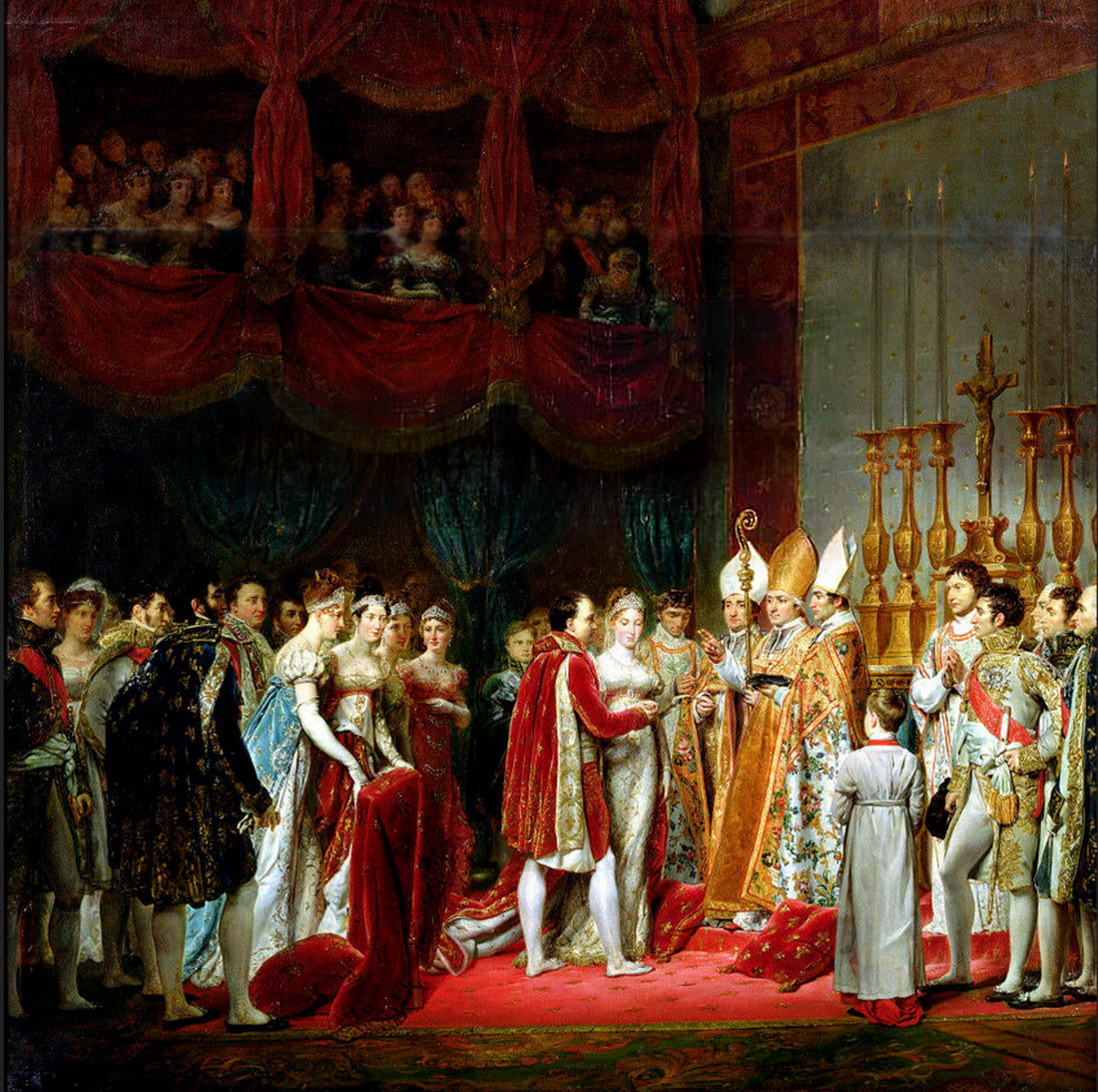
Matrimonio di Napoleone e Maria Luisa d'Asburgo; le nozze furono prospettate e sostenute da Metternich come mezzo per salvaguardare l'esistenza dell'impero d'Austria

Tornato in Austria, Metternich fu testimone della sconfitta dell'esercito austriaco alla battaglia di Wagram; Stadion rassegnò le dimissioni da ministro degli Esteri e l'imperatore offrì immediatamente il posto a Metternich; Metternich, però, preoccupato che Napoleone avrebbe approfittato del cambio ministeriale per chiedere condizioni di pace più dure, chiese di diventare ministro di stato (fu nominato l'8 luglio), con l'intesa che avrebbe condotto le trattative con i francesi e che avrebbe assunto il ministero degli esteri solo alla fine dei negoziati.
Durante i colloqui di pace ad Altenburg, Metternich, per salvare la monarchia austriaca, presentò proposte favorevoli alla Francia; Napoleone, tuttavia, irritato dalla posizione austriaca in merito al futuro della Polonia, esautorò progressivamente Metternich, preferendogli il principe Liechtenstein. L'8 ottobre dello stesso anno, comunque, Metternich fu nominato ministro degli esteri e della casa imperiale. Nei primi mesi del 1810 Metternich fu coinvolto in uno scandalo, quando divenne nota la sua relazione precedente con Laure Junot, ma, anche per via del comportamento condiscendente della moglie Eleonore, non vi furono conseguenze.
Non appena divenne ministro degli esteri, Metternich (ancorché in seguito avrebbe negato ciò) fece pressioni affinché Napoleone preferisse le nozze con Maria Luisa d'Asburgo rispetto a quelle con Anna Pavlovna Romanova, sorella minore dello zar; entro il 7 febbraio, Napoleone diede il suo assenso.
Dopo le nozze per procura, celebrate l'11 marzo, Metternich accompagnò la sposa a Parigi, si ricongiunse alla moglie e alla famiglia, rimasti là dal tempo della guerra, e cercò di rinegoziare con l'imperatore francese i pesanti termini del trattato di Schönbrunn; ottenne alcune concessioni: due trattati commerciali, il differimento del pagamento della indennità di guerra, la restituzione di alcuni beni appartenenti a nobili tedeschi in servizio presso l'imperatore e, infine, la possibilità di aumentare il numero degli effettivi dell'esercito austriaco a 150 000 soldati (ancorché le pesanti condizioni economiche impedissero ogni aumento delle spese militari).

#### Alleanza con la Francia
Nell'ottobre 1810 Metternich tornò a Vienna dove, nel frattempo, aveva perso parte del suo prestigio e della sua popolarità; la sua influenza fu limitata alla politica estera e ogni tentativo di reintrodurre il Consiglio di stato fu respinto dall'imperatore Francesco.
Convinto che l'Austria fosse troppo debole per sostenere il confronto con Napoleone, Metternich respinse la proposta di alleanza offertagli dallo zar Alessandro e, il 14 marzo 1812, stipulò un accordo con lo stesso Napoleone con il quale garantì all'imperatore francese 30.000 soldati austriaci; in ogni caso, i termini dell'accordo erano stati più generosi rispetto al trattato analogo da poco stipulato dalla Prussia e questo diede alla Gran Bretagna e alla Russia la garanzia che l'Austria avrebbe mantenuto il suo impegno di frenare le ambizioni napoleoniche. Nel maggio del 1812 accompagnò l'Imperatore Francesco II all'incontro finale con Napoleone, l'ultimo prima della campagna di Russia.
L'incontro di Dresda si rivelò fallimentare e Metternich, allo scopo di aumentare il prestigio dell'impero austriaco, propose colloqui di pace generali con tutte le potenze. Nei successivi tre mesi, approfittando del sempre più disastroso andamento della spedizione francese in Russia, prese lentamente le distanze dalla Francia, mantenne un contegno equidistante da Prussia e Russia e, timoroso dell'avanzata russa, perorò un compromesso che salvaguardasse la Francia
Napoleone, tuttavia, decise di proseguire la guerra contro la sesta coalizione; l'alleanza con la Francia si concluse nel febbraio del 1813, quando Metternich convinse l'imperatore Francesco II ad adottare una linea di neutralità armata.

#### Neutralità
Meno entusiasta della svolta antifrancese rispetto all'imperatore Francesco, Metternich cercò di perorare una proposta di compromesso che, nel novembre 1813, presentò a Napoleone in un incontro a Francoforte: Bonaparte avrebbe conservato il titolo imperiale, ma avrebbe dovuto rinunciare alle conquiste in Italia, Germania e Paesi Bassi; Napoleone, tuttavia, confidando nell'esito vittorioso della guerra, prese tempo (infatti, avrebbe accettato il compromesso quando ormai gli alleati erano alle porte di Parigi ed erano dunque propensi a termini ben più duri di quelli prospettati a Francoforte).
Nel frattempo, i rapporti tra gli alleati non erano buoni: la Gran Bretagna, diffidente, rifiutò di rinunziare all'iniziativa militare e quasi nessuno appoggiò la proposta di compromesso con Napoleone che veniva considerata da Metternich come soluzione ottimale per garantire un equilibrio tra potenze che non danneggiasse l'Austria. Non potendo convincere gli inglesi, Metternich inviò le proposte solo a Francia e Russia, ma non ottenne nulla, tranne una tregua provvisoria dopo che Napoleone ottenne le sue ultime vittorie a Lützen (2 maggio) e Bautzen (20-21 maggio); tuttavia, già dal mese di aprile, sia pure con estrema riluttanza, Metternich appoggiò le proposte di riarmo dell'esercito austriaco in previsione di un futuro intervento diretto nel conflitto.
A giugno dello stesso anno, Metternich si recò a Gitschin, in Boemia, per gestire direttamente i negoziati con i francesi e con la Russia: nel corso delle trattative il ministro degli esteri francese, Hugues-Bernard Maret, rimase elusivo, ma Metternich fu comunque in grado di incontrarsi personalmente con lo zar il 18 ed il 19 giugno nei pressi di Opotschna; sempre a Gitschin, intanto, intraprese una profonda relazione con Guglielmina di Sagan, cui avrebbe continuato a scrivere anche dopo la separazione.
Considerando la posizione attendista dei francesi, Metternich decise di continuare i negoziati con i russi, che ben presto si tradussero nella convenzione di Reichenbach in cui si affermava che Lubecca e Amburgo sarebbero tornate città libere, la Francia avrebbe rinunciato al controllo della Confederazione Renana, la Prussia sarebbe tornata ai confini precedenti, la Russia avrebbe annesso la Polonia e l'Austria, in cambio del suo intervento in guerra a fianco della Russia e degli alleati, avrebbe ottenuto le province illiriche.
Poco dopo, Napoleone invitò Metternich a Dresda per un incontro preliminare, il 26 giugno 1813, in cui fu stabilito che da luglio ad agosto si sarebbe tenuta a Praga una conferenza che avrebbe redatto un accordo definitivo. La mossa, non concordata con la Russia, irritò i membri della sesta coalizione, ma, in ogni caso, non ebbe alcun esito, perché Napoleone non diede ai suoi delegati, Armand Caulaincourt e Louis Marie Narbonne Lara, poteri sufficienti per trattare; allora, Metternich inviò un ultimatum all'imperatore e il 12 agosto l'Austria dichiarò guerra alla Francia.

#### Guerra della Sesta Coalizione
Dopo l'ingresso in guerra, Metternich si sforzò di tenere coesa la coalizione e di frenare lo slancio espansionistico dei Russi; in tale ottica, perorò ed ottenne la nomina del generale austriaco Karl Philipp Schwarzenberg a comandante supremo degli eserciti congiunti degli alleati; poi, con il trattato di Teplitz, ottenne che il destino della Francia, dell'Italia e della Polonia fosse posposto alla fine del conflitto.
Nel frattempo, nonostante i rapporti freddi con gli inglesi che al momento sovvenzionavano Prussia e Russia, le forze della coalizione ripresero l'offensiva, che si concluse il 18 ottobre 1813 con la vittoria nella battaglia di Lipsia; a seguito del successo, Metternich ricevette il titolo di principe. Il 2 dicembre dello stesso anno, Napoleone decise di accettare i negoziati, il cui inizio, tuttavia, fu rinviato all'arrivo del ministro degli esteri inglese, Robert Stewart, visconte Castlereagh.
Poco prima dell'inizio dei colloqui di pace, il 22 dicembre, gli alleati attraversarono il Reno e Metternich, dopo una breve visita alla moglie e alla famiglia per il Natale, partì per Basilea per incontrare gli altri rappresentanti dei paesi della coalizione. Le trattative furono estremamente combattute: lo zar premeva per garantire la corona svedese a Jean Bernadotte e per restaurare i Borboni sul trono di Francia; Metternich, al contrario, favoriva il mantenimento della dinastia Bonaparte-Asburgo, se non sotto Napoleone, almeno sotto il figlio; poi, incontratosi con il ministro degli esteri inglese Castlereagh, cercò di concordare una posizione comune.
Dopo i colloqui con Castlereagh, Metternich incontrò nuovamente lo zar che, pur chiedendo un'ulteriore avanzata verso Parigi, si dimostrò accomodante alle richieste; comunque, le trattative, a seguito di una momentanea crisi del fronte (battaglia di Montereau), furono sospese.
A metà marzo del 1814, a seguito della battaglia di Laon, riprese l'avanzata degli eserciti della coalizione e con essa le trattative: in assenza di prussiani e francesi, fu stabilito che, dopo la fine di Napoleone, la Francia sarebbe tornata ai Borbone; il 30 marzo Parigi capitolò nelle mani russe e agli inizi di aprile Napoleone decise di abdicare.
Mentre Metternich trattava con gli inglesi, i russi imposero a Napoleone il trattato di Fontainebleau e Metternich non poté far altro che accettarlo, almeno momentaneamente, per poi ridiscuterlo nella pace definitiva, allo scopo di frenare l'ascesa russa e di contenere l'influenza prussiana in Germania.
Tali scopi furono pienamente raggiunti: infatti l'Austria riuscì ad assicurarsi immediatamente i territori perduti a seguito della pace di Presburgo, mentre le proposte russo-prussiane di spartizione dei territori polacchi e tedeschi furono rimandate. Il 30 maggio fu firmato finalmente il trattato di Parigi che, sotto l'influenza inglese e di Metternich stesso, attenuava le condizioni pesanti imposte a Fontainebleau.
Dopo il trattato di Parigi, Metternich, insieme allo zar Alessandro e accompagnato dall'amante Guglielmina di Sagan, si recò in Gran Bretagna, dove poté consolidare i rapporti con gli inglesi (favorito dal fatto che lo zar si comportò in modo scostante ed offensivo) ed ottenne numerosi onori privati, tra cui la laurea honoris causa in legge presso l'Università di Oxford,
Infine, fu stabilito che i negoziati definitivi si sarebbero tenuti a Vienna e sarebbero iniziati il 15 agosto; dopo un breve soggiorno a Parigi per un incontro con la moglie di Napoleone, Maria Luisa, Metternich tornò dalla famiglia in Austria, ove fu accolto da grandi celebrazioni e feste.

### Congresso di Vienna

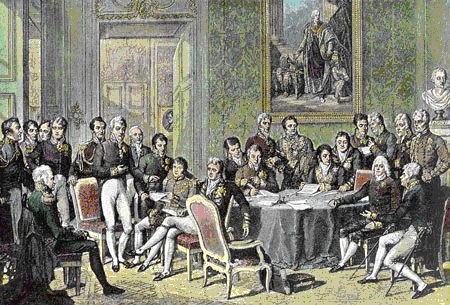
Il congresso di Vienna in un dipinto di Jean-Baptiste Isabey (1767-1855)

Nell'autunno del 1814 Metternich si recò a Baden bei Wien e là rimase finché ebbe notizia dell'arrivo nei pressi di Vienna dei rappresentanti diplomatici di Gran Bretagna, Prussia e Russia; a questo punto fece ritorno a Vienna per tenere quattro incontri preparatori nella città stessa, in cui furono concordate le modalità di lavoro del Congresso e la nomina di Friedrich Gentz, uno dei più fidati collaboratori di Metternich, a segretario per i negoziati tra le principali "sei potenze" (i "quattro grandi", ovvero Austria, Gran Bretagna, Russia e Prussia, più Francia e Spagna).
Nonostante le proteste del rappresentante francese, Talleyrand, e di quello spagnolo, Don Pedro Labrador, fu quindi accolta l'idea di Metternich secondo cui le decisioni del congresso sarebbero state sostanzialmente frutto di un accordo tra le quattro potenze maggiori, con la garanzia di un diritto di intervento, ancorché limitato, anche per i rappresentanti di Francia e Spagna.
Finalmente, il 4 ottobre, si aprì ufficialmente il Congresso, anche se fu convenuto che le trattative vere e proprie sarebbero state rinviate dopo il primo di novembre; di conseguenza Metternich dovette organizzare una vasta serie di intrattenimenti a beneficio dei delegati del Congresso.
Riprese le trattative, Metternich fu impegnato nella discussione della assai spinosa questione del Granducato di Varsavia, ormai interamente occupato dalla Russia, la quale anelava alla sua completa annessione: deluso e stressato dagli eventi mondani del Congresso, Metternich, poco dopo aver concluso una discussione con Lord Castlereagh in merito alla necessità di contenere l'espansione russa in Polonia, irritò grandemente lo zar Alessandro I ed arrivò quasi al punto di rompere le relazioni diplomatiche e di minacciare una guerra.
Nonostante l'errore, l'imperatore Francesco I rifiutò di licenziare il cancelliere e, dopo un mese di serrate trattative, fu convenuto che parte del Granducato di Varsavia sarebbe stata restituita ad Austria e Prussia (la quale avrebbe rinunciato a una parte dei compensi nel Regno di Sassonia), mentre lo zar avrebbe ottenuto, in unione personale, la corona polacca; in ogni caso, le trattative rovinarono definitivamente i rapporti, già altalenanti, tra lo zar e Metternich, fatto che permise a Talleyrand di partecipare a tutte le discussioni tra le quattro maggiori potenze.
Nel febbraio del 1815, dopo aver risolto le questioni riguardanti le cessioni territoriali in Polonia e Germania, sia pure a prezzo di accettare il dominio russo su Varsavia e la crescente influenza prussiana, Metternich volse la sua attenzione alla costituzione di una nuova Confederazione Tedesca avente lo scopo di bilanciare l'espansione prussiana: fu dunque convenuto di garantire la libera navigazione sul Reno, l'indipendenza e la neutralità della Svizzera e, infine, si stabilì che ciascun stato tedesco, nel rispetto della propria autonomia, avrebbe partecipato a una confederazione e avrebbe inviato delegati a una dieta federale.
Risolte tali questioni, la restante parte del mese di febbraio fu trascorsa ad esaminare il problema del re di Napoli Gioacchino Murat, finché, il 7 marzo, Metternich ricevette la notizia della fuga di Napoleone dall'isola d'Elba; dopo una discussione con lo zar ed il re di Prussia, fu convenuto che non vi sarebbero stati cambiamenti al Congresso; poi, il 13 marzo, si decise di iniziare i preparativi per una nuova campagna militare ed infine furono ratificati gli accordi assunti sulla Polonia, la Germania e la Svizzera e furono fissati i confini olandesi.
A questo punto restava da discutere solo la definizione della Confederazione Tedesca e la situazione della penisola italiana; dopo lunghe trattative, Metternich ottenne che l'imperatore Francesco I assumesse il titolo di presidente della Confederazione Germanica, la ratifica dell'annessione del Lombardo-Veneto e della cessione, a titolo vitalizio, del Ducato di Parma, antico possedimento borbonico, a Maria Luisa d'Asburgo; invece, il Regno di Napoli, dopo la vittoria nella battaglia di Tolentino, fu restituito ai Borbone di Napoli ed il Regno di Sardegna avrebbe annesso Genova.
Con la definizione della questione italiana e tedesca, il lavoro del Congresso fu sostanzialmente concluso e Metternich, sebbene criticato per le concessioni in Polonia ed in Germania, fu in grado di mantenere il controllo indiretto sull'Italia e su numerosi stati tedeschi grazie alle alleanze dinastiche ed al controllo della presidenza della Confederazione Germanica, che garantiva una non indifferente influenza sulla dieta federale. Finalmente, il 18 giugno dello stesso anno 1815, Napoleone fu definitivamente sconfitto nella battaglia di Waterloo; il giorno seguente, il Congresso fu sciolto.

### Parigi e viaggio in Italia
Dopo la sconfitta di Napoleone e la restaurazione dei Borboni, Metternich fu costretto a trasferirsi a Parigi insieme al figlio e a due figlie (che rischiarono quasi di morire per il crollo di un ponte); dopo 133 giorni di negoziati, fu stipulato, il 20 novembre, il secondo trattato di Parigi, a seguito del quale la Francia avrebbe dovuto cedere alcuni territori di frontiera, pagare un'indennità di guerra, restituire le opere d'arte trasferite a Parigi durante il regime napoleonico e, infine, accettare la presenza di un esercito di occupazione pari a 150.000 soldati.
Frattanto, il 26 settembre, fu stipulato un documento separato, proposto dallo zar e riformulato da Metternich stesso, che istituiva la Santa Alleanza, alla quale avrebbero aderito tutti gli stati europei con l'eccezione del Papa, del Regno Unito e dell'Impero ottomano; poco dopo, un secondo trattato istituiva la Quadruplice Alleanza. In conclusione, con l'Europa in pace, Metternich aveva ottenuto il risultato di raddoppiare l'estensione dell'impero austriaco rispetto all'anno in cui era divenuto ministro degli esteri.
Concluse le trattative a Parigi, Metternich, agli inizi di dicembre del 1815, visitò per quattro mesi l'Italia: passando per Venezia, raggiunse Milano il 18 dicembre insieme alla famiglia; da Milano tentò di indurre l'imperatore Francesco a concedere una maggiore autonomia amministrativa al Lombardo-Veneto, ma senza esito, e diresse la politica estera dell'impero, al momento impegnato in forti contrasti territoriali con il Regno di Baviera.
Durante il viaggio in Italia, morì l'imperatrice, Maria Ludovica, che era stata una dei critici più feroci della politica del ministro, e questo permise a Metternich di riavvicinarsi all'imperatore; il resto dell'anno, infatti, nonostante la morte dell'amata Julie Zichy-Festetics lo rattristasse molto, fu politicamente tranquillo.
Nel giugno del 1817, l'imperatore incaricò Metternich di accompagnare la figlia, Maria Leopoldina, a Livorno, da dove sarebbe partita per sposare Pietro I del Brasile; visitò Venezia, Padova, Ferrara, Pisa e Lucca e, il 29 agosto dello stesso anno, perorò nuovamente la necessità di garantire un maggiore decentramento amministrativo dell'impero.
Tornato a Vienna il 12 settembre, si prese un mese di tempo per organizzare le nozze della figlia Maria al conte Joseph Esterházy e per predisporre in tre documenti le sue proposte di riforma, che furono presentate all'imperatore il 27 ottobre: l'amministrazione sarebbe rimasta assolutistica, ma sarebbe stato istituito un ministero della giustizia e quattro nuove cancellerie, una di queste riservata alle province italiane, che avrebbe avuto competenze amministrative e avrebbe garantito il rispetto delle lingue e del sistema scolastico locale; l'imperatore, con diverse modifiche e restrizioni (tra queste la riduzione delle cancellerie da 4 a 3), ratificò i provvedimenti e nominò un viceré per il Lombardo-Veneto.

### 1817-1822

L'Europa nel 1818

Dopo il congresso di Vienna ed il trattato di Parigi, Metternich ebbe due obbiettivi fondamentali: la conservazione dell'equilibrio e dell'accordo tra le grandi potenze europee ed il mantenimento dell'ordine costituito; inoltre, negli anni tra il 1817 ed il 1820, fu estremamente preoccupato dalla politica russa e dal timore che Giovanni Capodistria, principale consigliere dello zar, di origini greche e di note idee liberali, potesse indirizzare la politica russa verso un'espansione nei Balcani e verso riforme del sistema autocratico, fatti che avrebbero potuto scardinare l'equilibrio e l'ordine difeso da Metternich stesso.
Nello stesso periodo, tuttavia, Metternich soffrì di gravi problemi di salute alla schiena e fu costretto nella città termale di Karlsbad, ove risiedette per un mese; dopo aver ricevuto la notizia della morte del padre, visitò la tenuta di famiglia a Königswart, poi la dieta federale tedesca riunita a Francoforte sul Meno nella speranza di strappare un accordo sulle questioni procedurali che dividevano i principi tedeschi della Confederazione; infine, si recò a Coblenza ed alla nuova tenuta di Johannesberg-
Da Johannesberg, accompagnò l'imperatore Francesco al Congresso di pace di Aquisgrana, ove perorò ed ottenne il ritiro delle truppe di occupazione dalla Francia, ma poco altro, dal momento che la Gran Bretagna non poteva sostenere le sue posizioni contrarie alla libertà di stampa e le altre potenze, salvo la Russia, non intendevano consolidare ulteriormente la Quadruplice Alleanza.
Dopo lo scioglimento del congresso, Metternich intrecciò una relazione con Dorothea von Benckendorff, con la quale raggiunse Bruxelles; sebbene si incontrassero assai raramente, la coppia ebbe un fitto scambio epistolare per i successivi otto anni.
Tornato a Vienna l'11 dicembre 1818, passò del tempo con i figli ed intrattenne lo zar per il periodo natalizio, prima di accompagnare l'imperatore per un nuovo viaggio in Italia; il viaggio, però, fu interrotto dall'assassinio del drammaturgo tedesco August von Kotzebue per mano di uno studente liberale; Metternich fece pressioni per indurre i governi tedeschi ad aumentare l'attenzione contro le fazioni liberali o nazionaliste e, dopo aver sondato il consenso prussiano, convocò una conferenza informale a Karlsbad. La conferenza di Karlsbad si aprì il 6 agosto e durò per il resto del mese: Metternich superò ogni opposizione ai suoi programmi di lotta alle forze rivoluzionarie, che convenzionalmente vengono definiti come Deliberati di Karlsbad.
L'anno seguente Metternich promosse la Conferenza di Vienna, ma le trattative non furono un successo: i re del Württemberg e della Baviera si opposero ferocemente ai progetti di riforma della Confederazione Germanica e Metternich dovette abbandonarli; riuscì comunque a garantire un rafforzamento della repressione dei movimenti liberali.
Rimase a Vienna fino a fine maggio del 1820; il 6 maggio morì di tubercolosi la figlia Klementine e poi, mentre era in viaggio verso Praga, anche la sua primogenita, Maria, contrasse la malattia; tornato precipitosamente dal viaggio, si trasferì con la famiglia a Baden bei Wien, ma la figlia morì il 20 luglio dello stesso anno e, di conseguenza, decise di inviare la moglie e gli altri figli in Francia.
Il resto dell'anno vide l'esplosione di rivolte liberali in Portogallo ed in Spagna; in tale frangente, la sua politica fu estremamente cauta ed oscillò tra la possibilità di appoggiare un intervento, caldeggiato particolarmente dalla Russia, in favore dell'ordine costituito o di restare neutrale, opzione favorita dagli inglesi, dal momento che in nessun modo si sarebbero danneggiati gli interessi austriaci.
In un primo momento, Metternich optò per la neutralità ma, a luglio, lo scoppio di una rivolta militare a Napoli, che costrinse il re Ferdinando I ad accettare una costituzione, obbligò Metternich a partecipare al congresso di Troppau, in cui furono ribaditi i principi conservatori, la limitazione della libertà di stampa e la censura dell'iniziativa alle classi medie.
Nel gennaio dell'anno seguente fu convocato il Congresso di Lubiana, nel quale riuscì ad ottenere praticamente tutti gli obbiettivi che si era prefissato: il consenso internazionale per una spedizione austriaca contro Napoli e per reprimere le rivolte scoppiate, nel frattempo, in Piemonte e il rafforzamento della vicinanza tra Austria, Prussia e Russia.
Infine, il 25 maggio 1822, nonostante le opposizioni di quella parte della corte che ritenevano troppo costosi gli interventi militari internazionali, Metternich ottenne l'incarico di Cancelliere di Stato, posizione rimasta vacante dalla morte di Kaunitz nel 1794.

### Cancelliere

#### Hannover, Verona e Černivci
Nel 1821, mentre Metternich era ancora a Lubiana con lo zar Alessandro, la rivolta dei greci, guidata da Alessandro Ypsilanti, minacciò di portare l'Impero ottomano sull'orlo del collasso; Metternich, dunque, ritenendo che l'Impero ottomano fosse necessario per controbilanciare il potere russo, si oppose a tutte le forme di nazionalismo greco o balcanico e cercò di fare pressioni sullo zar affinché questi non agisse in via unilaterale e rimanesse neutrale. In ottobre Metternich si incontrò ad Hannover con Lord Castlereagh e re Giorgio IV del Regno Unito e, promettendo di ripianare almeno in parte il debito austriaco verso la Gran Bretagna, riuscì a restaurare un buon rapporto tra Austria e Gran Bretagna, ottenendo anche che gli inglesi sostenessero la posizione austriaca nei Balcani; sempre ad Hannover visitò l'amante Dorothea Lieven.
Nel periodo di Natale lo zar tentennò sulle sue posizioni e decise di inviare a Vienna, nel febbraio del 1822, Dmitrij Tatišev per colloqui con Metternich; il cancelliere riuscì ad impedire un intervento diretto russo e promise che in cambio l'Austria avrebbe sostenuto lo zar nel garantire l'esecuzione dei trattati pendenti con gli Ottomani, sempre se gli altri membri dell'alleanza avessero fatto altrettanto (condizione resa impossibile dalla opposizione inglese); a seguito del colloquio, il conte Giovanni Capodistria, principale avversario di Metternich alla corte russa, si dimise.
Ad aprile, tuttavia, i russi annunciarono che avrebbero inviato un corpo di spedizione in Spagna per restaurare il governo assoluto di Ferdinando VII; Metternich, che riteneva la spedizione spagnola un'azione sciocca e sostanzialmente inutile, giocò d'anticipo, chiedendo a Castlereagh di venire a Vienna per un incontro informale prima del Congresso che si sarebbe tenuto a Verona, ma tale incontro non ebbe luogo a causa del suicidio di Castlereagh stesso. Con la morte di Castlereagh, Metternich perse un utile alleato e, di riflesso, si indebolì la sua posizione al Congresso di Verona, tanto che non poté discutere della situazione italiana e fu costretto ad accettare la proposta di compromesso francese, che prevedeva una forza di invasione congiunta della Spagna composta da truppe francesi, prussiane e russe; Metternich, che della spedizione spagnola restava avversario, si limitò a fornire supporto morale.
Dopo aver indugiato a Verona fino al 18 dicembre e aver passato alcuni giorni con lo zar a Venezia, Metternich si recò a Monaco di Baviera e poi a Vienna, ove rimase da gennaio a settembre del 1823 e fu raggiunto dalla famiglia; da questo momento in poi, il cancelliere diradò i viaggi diplomatici, sia perché trattenuto dalle questioni politiche, sia perché la sua salute lentamente iniziò a declinare; l'anno 1823 fu disastroso per Metternich: a marzo, i francesi attraversarono unilateralmente i Pirenei, poi fu eletto papa Leone XII, candidato estremamente vicino a Parigi, vi furono problemi diplomatici con diversi stati tedeschi e, infine, mentre accompagnava l'imperatore Francesco ad un incontro con lo zar Alessandro a Černivci, si ammalò gravemente e dovette limitarsi a partecipare a brevi incontri con il ministro degli esteri russo Karl Nesselrode. Il colloquio, in ogni caso, fu inconcludente, poiché lo zar, impaziente, richiese che si tenesse a San Pietroburgo un congresso in merito alla situazione balcanica e Metternich, non potendo dissuaderlo, si limitò a prendere tempo.
Fortunatamente per Metternich, le proposte dello zar furono ampiamente osteggiate dalle altre potenze europee (in particolare la Gran Bretagna) e la Russia fu costretta a rinunciarvi; in questo periodo Metternich rinnovò il programma conservatore che aveva delineato a Karlsbad cinque anni prima e cercò di aumentare ulteriormente l'influenza austriaca sopra la dieta federale tedesca e sulla corte russa; nel gennaio del 1825, però, il peggioramento della salute della moglie Eleonore lo costrinse ad un viaggio a Parigi, ma riuscì ad arrivare solo pochi giorni prima che ella morisse, il 19 marzo; il 21 aprile lasciò definitivamente Parigi, raggiunse l'imperatore a Milano il 7 maggio e poi fece tappa a Genova; ai primi di luglio fece visita alle figlie Leontine (quattordicenne) e Hermine (di nove anni) nella tranquilla cittadina di Bad Ischl.
Nonostante l'isolamento di Bad Ischl, ricevette rapporti costanti sulla situazione greca che, al momento, sembrava volgersi a favore dell'Impero ottomano, grazie all'intervento delle truppe del pascià d'Egitto guidate da Mehmet Ali, ancorché lo zar tentasse con ogni mezzo di impedire la repressione turca; nei fatti, si può affermare che la Santa Alleanza non aveva alcun valore politico.

#### Ungheria, la morte di Alessandro I e i problemi in Italia
Nei primi anni venti, Metternich aveva ripetutamente consigliato all'imperatore Francesco di convocare la dieta ungherese in modo da approvare la riforma amministrativa e fiscale che limitavano fortemente i privilegi storici accordati alla nobiltà ungherese; finalmente, tra il 1825 e il 1827, tale organismo si riunì non meno di 300 volte per esaminare e approvare le riforme, ancorché Metternich, per superare le opposizioni dovette ripetutamente recarsi a Presburgo per svolgere funzioni cerimoniali e al contempo assicurarsi l'appoggio dei delegati; lo stesso cancelliere commentò acidamente tale periodo, scrivendo all'imperatore che la partecipazione alla dieta "interferiva con il suo tempo, i suoi costumi e la sua vita"; in ogni caso, nel corso di tale viaggi, fu allarmato dalla sempre maggiore influenza delle istanze nazionaliste, che avevano trovato un leader in István Széchenyi.
Nel dicembre del 1825 morì lo zar Alessandro I, al quale successe il fratello, Nicola I; Metternich, per stabilire i primi contatti con il nuovo zar, inviò il principe Ferdinando, ma non ottenne alcun successo: ormai gli inglesi propendevano per uno stato greco autonomo e anche i francesi si stavano allineando sulle stesse posizioni e questo limitava fortemente l'influenza austriaca. L'anno seguente, inoltre, il ministro degli esteri russo, Nesselrode, respinse la proposta di Metternich di convocare un consesso internazionale per discutere gli eventi del Portogallo, che si stava avviando alla guerra civile.
Il 5 novembre 1827 Metternich si risposò con la ventenne Antoinette von Leykam, fatto che suscitò diverse critiche dalla società viennese; negli stessi giorni una flotta congiunta russo-franco-britannica aveva attaccato e distrutto la flotta turco-egiziana nella battaglia di Navarino. Metternich, preoccupato che un intervento da parte delle potenze occidentali potesse rovesciare l'Impero ottomano e con esso l'equilibrio dei Balcani, cercò di proporre consultazioni tra i diversi leader europei, ma senza esito; per sua fortuna, però, il governo conservatore inglese, guidato dal duca di Wellington, era contrario all'intervento militare diretto e questo permise di raggiungere un compromesso con il trattato di Adrianopoli: la Grecia ottenne l'autonomia, ma sotto il controllo delle potenze europee, che imposero il figlio secondogenito del re di Baviera, Ottone, quale sovrano, allo scopo, appunto, di ridurre il più possibile ogni influenza russa sul nuovo stato.
Negli stessi anni, però, il cancelliere subì duri colpi nella sua vita privata: la madre morì nel novembre del 1828; nel gennaio del 1829 la moglie, Antoinette, morì cinque giorni dopo la nascita del figlio, Richard; infine, dopo una lunga malattia, si spense il figlio Viktor, il 30 novembre 1829; di conseguenza, dovette trascorrere gli ultimi mesi dell'anno da solo e in uno stato di quasi depressione e di stress, procurato tanto dalla lunga scia di lutti quanto dalle preoccupazioni politiche in merito ai metodi eccessivamente rigidi di molti governi conservatori che altro non facevano che rinfocolare le aspirazioni liberali.
(Metternich riferendosi alla Rivoluzione di luglio)
L'anno seguente, infatti, i focolai liberali divennero progressivamente sempre più forti, mentre al contempo declinavano la capacità e l'influenza del cancelliere: infatti, a fine luglio decise di incontrarsi con Nesselrode nella città termale di Karlsbad ma, solo pochi giorni dopo l'incontro, scoppiò la Rivoluzione di luglio che portò alla fine della monarchia borbonica di Carlo X e la sua sostituzione con un regime più liberale guidato dal duca di Orleans: scioccato dall'evento, Metternich cercò, senza esito, di convocare un congresso della Quadruplice Alleanza, mentre Nesselrode respinse la possibilità di riattivare la Santa Alleanza, a meno che il nuovo governo francese non mostrasse ambizioni territoriali in Europa ma, in ogni caso, tale minaccia fu prontamente smentita. Dopo Parigi, Bruxelles e il Belgio si sollevarono contro il dominio olandese, si accesero rivolte in Germania e il governo inglese di Wellington, avendo perso le elezioni, fu sostituito da uno liberale; sebbene tali fatti impensierissero Metternich, in ogni caso l'ordine europeo rimase in piedi, visto che la rivoluzione di luglio aveva rotto l'alleanza franco-russa, la dieta d'Ungheria aveva accettato l'incoronazione di Ferdinando come re con molti meno dissensi di quelli preventivati e la situazione del Belgio non creò dissensi tra le potenze tali da impedire una soluzione diplomatica. Nel novembre dell'anno, Metternich si fidanzò ufficialmente con la venticinquenne Melanie Zichy-Ferraris; si sposarono il 30 gennaio 1831, ma questa volta le nozze non furono contestate come quelle con Antoinette.
Nel febbraio del 1831 scoppiarono delle sollevazioni nell'Italia centrale e i ribelli occuparono le città di Parma, Modena e Bologna; i moti furono di breve durata: la Francia, cui i ribelli si erano appellati, rifiutò di intervenire direttamente e Metternich, con l'assenso dei sovrani locali e di papa Gregorio XVI, fu in grado di reprimere i tumulti e di pacificare la regione. In questo periodo, sebbene non mancasse di arguzia e di perspicacia, invecchiò notevolmente: i capelli si erano incanutiti e i lineamenti del volto erano scavati, tesi e tirati; nonostante ciò, l'unione con Melanie fu serena e allietata dalla nascita di diversi figli (nel febbraio del 1832 una figlia di nome Melanie, nel 1833 un maschio, Klemens, che però morì a due mesi, nel 1834 Paulus e infine, nel 1837, Lothar).
Se la vita privata fu tranquilla, quella pubblica fu segnata dalle rivalità con il ministro degli esteri inglese Lord Palmerston: nel giro di poco tempo, i due si scontrarono su qualunque questione e lo stesso Metternich scrisse nelle memorie: "In breve, Palmerston si sbaglia su tutto"; tale rivalità fu inasprita dalle insistenze di Palmerston sul fatto che la Gran Bretagna avesse il diritto di opporsi al rafforzamento del controllo sulle università tedesche da parte dell'Austria e dalla possibilità da lui caldeggiata che i futuri congressi diplomatici si tenessero in Gran Bretagna, circostanza che avrebbe notevolmente ridotto l'influenza austriaca su di essi.

#### La questione d'Oriente e l'ascesa di Ferdinando I d'Austria

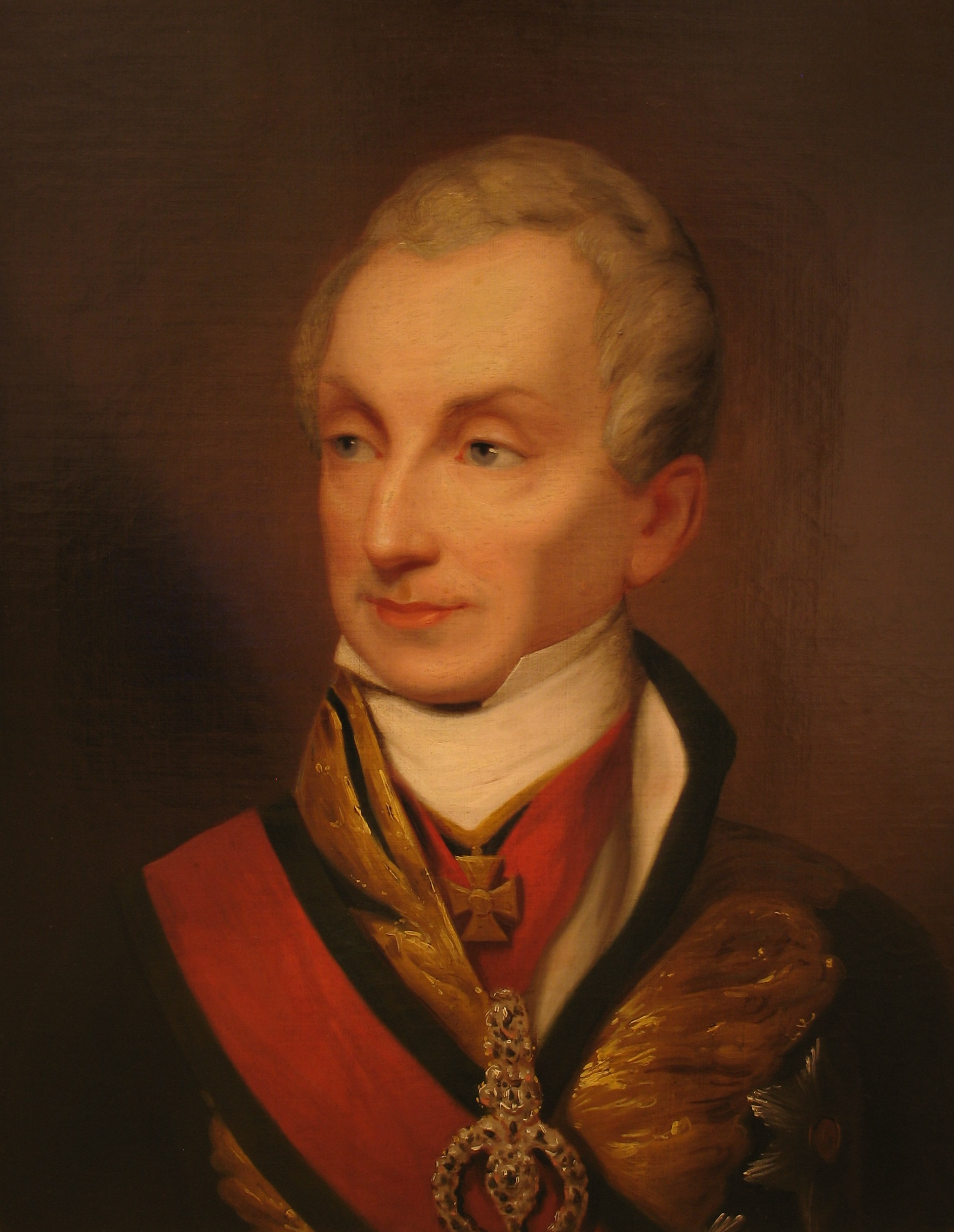
Metternich in un ritratto datato tra il 1835 ed il 1840

Nel 1831 scoppiò la prima guerra ottomano-egiziana e Metternich, temendo un ulteriore indebolimento dell'Impero ottomano, propose un nuovo congresso a Vienna e un supporto internazionale, ma i francesi furono evasivi e gli inglesi rifiutarono di sostenere qualunque congresso si fosse tenuto a Vienna. Con le relazioni con la Gran Bretagna al minimo, il cancelliere cercò di rinsaldare i rapporti con Prussia e Russia; la Prussia, nonostante la sua ascesa economica, confermò l'alleanza con l'Austria e lo zar Nicola I, in cambio di un rafforzamento del controllo nelle province polacche dell'Impero austriaco, accettò un'alleanza volta al mantenimento dell'ordine costituito.
Nel 1834, tuttavia, su iniziativa di Palmerston fu siglata la Quadruplice Alleanza tra i governi liberali di Gran Bretagna, Francia, Spagna e Portogallo, fatto che fu aspramente criticato da Metternich quale focolaio di guerra; a questo punto, onde ridurre l'intraprendenza del ministro inglese, il cancelliere cercò invano di creare un blocco alternativo; in ogni caso, la momentanea rimozione di Palmerston dal ministero e la nascita di contrasti tra le potenze firmatarie provocarono la disintegrazione della coalizione liberale.
Il 2 marzo 1835 l'imperatore Francesco morì e gli successe il figlio Ferdinando I; sebbene il nuovo monarca fosse malato di epilessia ed estremamente cagionevole di salute, Metternich continuò a servire fedelmente la dinastia e a mantenere il governo efficiente. Ben presto accompagnò Ferdinando al suo primo incontro, con lo zar Nicola ed il re di Prussia a Teplitz, che, tutto sommato, ebbe risultati soddisfacenti.
Gli anni seguenti furono tranquilli: l'unica controversia diplomatica fu quella tra russi e inglesi sul Mar Nero e quindi Metternich poté dedicarsi alla promozione degli investimenti ferroviari in Austria e al contenimento della minaccia nazionalista in Ungheria, dove fu costretto, riluttante, ad appoggiare il nazionalista moderato Széchenyi.
A corte, però, Metternich perse gran parte della sua influenza: infatti, nel 1836, cercò di promuovere una riforma costituzionale dello stato che rafforzava i poteri della cancelleria di stato, ma tale iniziativa fu osteggiata dall'arciduca Giovanni e dal conte Franz Anton von Kolowrat-Liebsteinsky, entrambi di simpatie liberali; di conseguenza, il cancelliere fu costretto a creare la Conferenza di Stato Segreta e a condividere i poteri con Kolowrat e con l'arciduca Luigi; sostanzialmente il potere decisionale fu completamente bloccato. In questo periodo, dunque, privato di fatto di molti poteri a corte, Metternich si dedicò alla propria famiglia e alle proprie tenute di campagna, la cui amministrazione, tuttavia, lo stressò ancor di più.
La fase di relativa tranquillità tra le potenze europee cessò nel 1839 con il secondo conflitto tra Egitto ed Impero ottomano; Metternich tentò di riaffermare la centralità austriaca convocando una conferenza di pace a Vienna, ma lo zar Nicola I rifiutò e Metternich, furioso per lo smacco, si ritirò per il mese successivo alla sua tenuta di Johannisberg; il fatto, poi, che tale conferenza si tenne a Londra e il fallimento di una conferenza sulle questioni pendenti in Germania sostanzialmente sancirono la perdita di influenza austriaca nello scacchiere internazionale. Nei primi anni quaranta, l'attività politica di Metternich fu nuovamente rivolta alle questioni ungheresi: mostrando una certa sagacia, tentò di promuovere un maggiore decentramento amministrativo, ma in ogni caso le sue proposte, osteggiate dalla corte, sarebbero arrivate troppo tardi né avrebbero potuto competere con gli echi del nazionalismo ungherese sollevati da Lajos Kossuth.
Intanto, l'influenza del cancelliere sulla corte declinava ancor di più: infatti, la morte del suo principale alleato, Karel Clam-Martinic, acuì la paralisi del governo austriaco, tanto da rendere precaria l'esecuzione delle normative in materia di censura; se il regime poté proseguire, fu solo per la tranquillità della situazione internazionale (nonostante la successione di Federico Guglielmo IV in Prussia e della Regina Vittoria nel Regno Unito).
Anche le relazioni con la Russia, sebbene piuttosto fredde, furono sostanzialmente tranquille: nel 1845, lo zar Nicola I soggiornò a Vienna e poco dopo Russia e Austria collaborarono nella repressione delle rivolte della Galizia e di Cracovia, a seguito delle quali Metternich fu autorizzato ad annettere la città, indipendente sin dal Congresso di Vienna; l'azione, sebbene in un primo fu un successo, con il tempo acuì le tensioni nazionalistiche nell'impero e indebolì inoltre il prestigio internazionale dell'Austria, tanto per via della repressione quanto perché erano stati ignorati i diritti garantiti nel 1815.

### Primavera dei Popoli
(Metternich dopo le dimissioni)

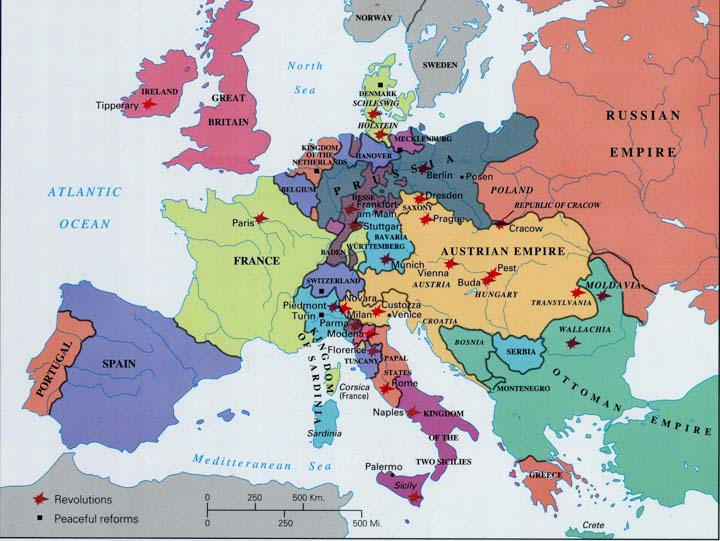
Mappa dell'Europa nel 1848 con indicati i moti rivoluzionari

Dopo il 1845, la situazione economica europea iniziò a dare segnali di affaticamento e di indebolimento e ben presto le tensioni sociali latenti si fecero via via sempre più forti; in Austria, in particolare, gli scarsi raccolti provocarono penuria di generi alimentari, disoccupazione e una forte inflazione, che contribuirono ad esacerbare gli animi delle masse contro un quadro istituzionale sostanzialmente bloccato sin dall'ascesa al trono di Ferdinando I; Metternich, ridotto dallo stress e dall'età a nient'altro che un'ombra di sé stesso, non presagì alcun segno di crisi e compì diversi errori di valutazione: in primo luogo, il nuovo papa, Pio IX, si stava guadagnando una reputazione di nazionalista e fautore dei liberali e l'iniziativa del cancelliere di rafforzare il presidio austriaco di stanza a Ferrara altro non fece che alimentare il risentimento contro l'Austria; in secondo luogo, sottostimando notevolmente la situazione sociale e politica francese, si appoggiò al primo ministro François Guizot per cercare una soluzione di compromesso alla guerra civile svizzera, ma il governo svizzero liberale riuscì a reprimere la rivolta dei cantoni conservatori e Metternich subì un duro colpo al suo prestigio.
Nel gennaio del 1848, Metternich, finalmente, riconobbe che la situazione italiana si stava rapidamente deteriorando, ma individuò in Roma l'epicentro dei problemi e si limitò a rafforzare i presidi austriaci nel Lombardo-Veneto, a garantire ulteriori poteri al governatore militare Josef Radetzky e a concertare azioni comuni d'emergenza con i francesi.
A febbraio, la rivoluzione scoppiò in Francia; l'alleato su cui più di tutti Metternich contava, il primo ministro francese Guizot, fu costretto a dimettersi e poco dopo anche il re Luigi Filippo fu costretto all'esilio, mentre la nazione restaurava la repubblica. Il 3 marzo, Kossuth, in un discorso di fuoco alla Dieta ungherese, chiese una costituzione; il 10 marzo a Vienna gli studenti raccolsero le firme per due petizioni in cui chiedevano il riconoscimento delle libertà fondamentali e un parlamento: le petizioni ebbero notevole successo e la città, per diversi giorni, fu percorsa da manifestazioni popolari che si conclusero il 13 marzo con un'imponente riunione davanti alla Dieta di Vienna in cui la popolazione applaudì ed espresse lealtà alla dinastia, ma inveì e pretese le dimissioni di Metternich.

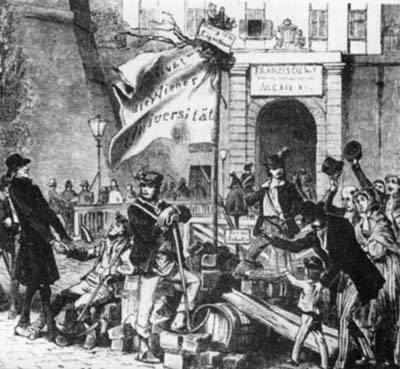
Studenti viennesi prendono il controllo delle strade

Metternich, allora, inviò distaccamenti di soldati per le strade e annunciò che avrebbe acconsentito a concessioni; la folla, però, rimase ostile e l'esercito aprì il fuoco uccidendo cinque manifestanti; a questo punto le manifestazioni, fino ad allora pacifiche, degenerarono in tumulti urbani e devastazioni; gli studenti organizzarono una milizia armata e presero il controllo di parte della città, ma offrirono la loro collaborazione se il governo avesse accettato le richieste; l'arciduca Luigi, portavoce della Conferenza di Stato Segreta, accettò le richieste degli studenti e forzò un riluttante Metternich a dimettersi.
Dopo aver dormito presso la cancelleria, Metternich, insieme alla moglie Melanie, al figlio diciannovenne Richard e ai figli più piccoli, lasciò Vienna e con l'aiuto di amici raggiunse Feldsberg, residenza del principe di Liechtenstein; nella cittadina, l'ormai ex cancelliere fu raggiunto dalla figlia Léontine, la quale propose di recarsi a Londra; dunque, dopo aver affidato i figli più piccoli a Léontine, Metternich, insieme alla moglie e al figlio Richard, partì per la Gran Bretagna. Nel frattempo furono rese note le sue dimissioni dal governo, che furono accolte con applausi e grandi feste dalla popolazione, entusiasta per la fine della lunga era di conservatorismo.

### Ultimi anni e morte

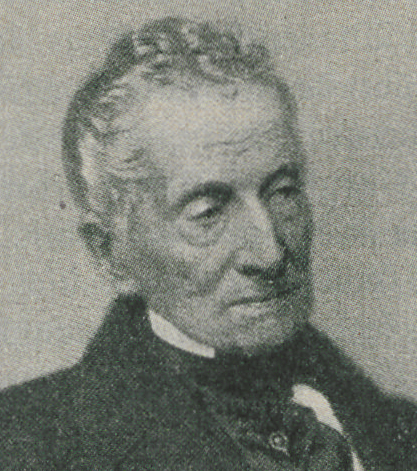
Il Principe di Metternich fotografato in età avanzata.

Dopo un viaggio ansioso di nove giorni, Metternich, la moglie e il figlio raggiunsero la città olandese di Arnhem, ove sostarono diversi giorni, dato che gli eventi e il viaggio avevano prostrato la fibra di Metternich; da Arnhem raggiunsero Amsterdam e l'Aia e finalmente, il 20 aprile, Blackwall nei pressi di Londra; per una quindicina di giorni soggiornarono in Hannover Square, finché non fu trovata una residenza permanente. Tutto sommato, Metternich apprezzò molto il suo periodo di esilio a Londra: sebbene non potesse incontrare la regina Vittoria, si intratteneva spesso con l'ormai quasi ottantenne Duca di Wellington, Lord Palmerston, Guizot (anch'egli in esilio in città) e Benjamin Disraeli; nell'estate fu raggiunto dagli altri figli e dovette affittare una nuova casa al numero civico 44 di Eaton Square, continuando a seguire la politica da lontano.
Negando di aver commesso errori, affermò che le turbolenze in Europa confermavano la necessità della sua politica; a Vienna, la stampa, libera dalla censura, lo accusò di appropriazione indebita e di tangenti, ma da tali accuse fu assolto in sede di indagini; nel frattempo, il governo gli negò la pensione e Metternich dovette fare affidamento sui prestiti.
A metà settembre la famiglia si trasferì al 42 di Brunswick Terrace, Brighton, sulla costa sud dell'Inghilterra, dove la tranquillità della vita contrastava fortemente con il clima rivoluzionario dell'Europa lasciato alle spalle; continuò a ricevere visite dal parlamento inglese; grazie alla mediazione di Melanie, si riconciliò con Dorothea Lieven, incontrò il compositore Johann Strauss, Dorothea de Dino, sorella di Wilhemine di Sagan, e Katharina Bagration.
Debole di salute, Metternich si incupì per la mancanza di comunicazioni con il governo e con il nuovo imperatore Francesco Giuseppe; la figlia Léontine, allora, scrisse a Vienna e finalmente, nel mese di agosto, giunse una lettera dall'imperatore che, sincera o meno, sollevò l'animo afflitto di Metternich; a ottobre, su suggerimento della moglie Melanie, la famiglia si trasferì a Bruxelles, città più economica di Londra e più vicina agli affari continentali: il soggiorno, durato 18 mesi, fu piacevole, ma in ogni caso Metternich cominciò a sentire una forte nostalgia di casa.
Nel marzo del 1851 Melanie lo sollecitò a scrivere al primo ministro, principe Schwarzenberg, per chiedere se avrebbe potuto tornare in patria se avesse promesso di non interferire negli affari pubblici; ad aprile, finalmente giunse l'autorizzazione dell'imperatore; due mesi dopo partì per la sua tenuta di Johannisberg, che non vedeva dal 1845. Qui incontrò Otto von Bismarck e re Federico Guglielmo e si lasciò alle spalle la malinconia; ben presto, infatti, divenne uno dei consiglieri dell'imperatore (sebbene fosse per natura testardo e poco influenzabile dai pareri altrui) ed entrambe le fazioni politiche emergenti a Vienna corteggiarono il suo appoggio, così come lo zar Nicola.
Poco entusiasta del nuovo ministro degli esteri, conte von Buol, Metternich scrisse all'imperatore per caldeggiare la neutralità austriaca nella guerra di Crimea e, quando Buol firmò un'alleanza con le potenze occidentali, nell'ottobre 1855, si rammaricò che il governo avesse con tale atto rotto i legami con la Russia, legami che aveva coltivato per decenni. Nel frattempo, nel gennaio del 1854, morì Melanie e le condizioni di salute di Metternich peggiorarono, tanto da costringerlo a ritirarsi sostanzialmente a vita privata e a dedicarsi al matrimonio tra suo figlio Richard e la nipote Pauline (figlia di una sorellastra di Richard stesso); ricevette ancora le visite del re del Belgio, di Bismarck e, il 16 agosto 1857, del Principe di Galles Edoardo.
Con il peggioramento della situazione italiana, Metternich cercò di consigliare l'imperatore a sostituire Buol, ma non ottenne nulla; nell'aprile del 1859 ricevette una visita dell'imperatore Francesco Giuseppe e, secondo la testimonianza della nipote Pauline, Metternich lo pregò di non inviare un ultimatum al regno di Sardegna perché avrebbe provocato l'intervento francese, ma l'imperatore rispose che l'ultimatum era già stato inviato.
In tal modo iniziava la seconda guerra d'indipendenza italiana e, come aveva previsto Metternich, la Francia si schierò con il regno di Sardegna; in questi frangenti, Metternich riuscì ad assicurarsi la sostituzione di Buol con il suo amico Rechberg, che lo aveva aiutato nel suo esilio a Londra nel 1848, ma ormai era troppo debole per svolgere ogni incarico; morì a Vienna l'11 giugno 1859. Quasi tutti i cittadini di Vienna accorsero a rendere omaggio alla sua salma, mentre al di fuori dei confini austriaci la sua morte passò quasi del tutto inosservata e non ebbe particolare risonanza nella stampa. La sua tomba si trova ancora oggi nel complesso che fu il monastero di Plasy, in Boemia.

## L'uomo politico
(Ladislao Mittner)

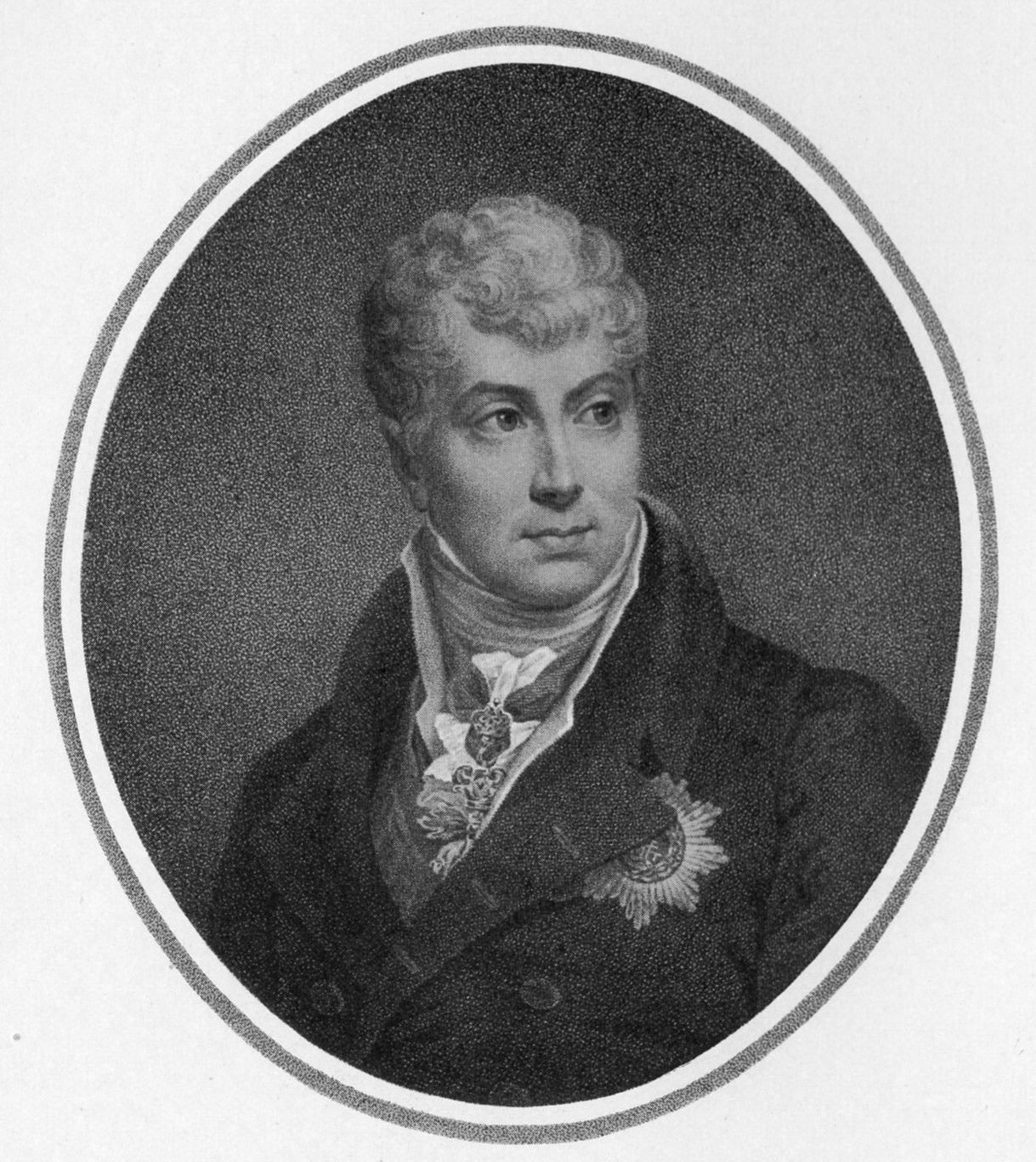
Metternich nel 1808, all'epoca del Congresso di Erfurt.

Metternich fu tra coloro che fondarono il realismo politico, o Realpolitik, fautore di una politica dell'equilibrio, nonché un maestro della tecnica e dello stile diplomatico. Al tempo stesso, mise questa sua maestria al servizio di una visione reazionaria per convinzione fermissima. La visione conservatrice di Metternich riguardo alla natura dello stato influenzò le conclusioni del Congresso di Vienna.
Egli credeva che dal momento in cui la gente fosse stata informata delle antiche istituzioni, le rivoluzioni nazionali come quelle in Francia e in Grecia sarebbero state illegittime. Il principio di legittimità giocò un ruolo vitale nella restaurazione degli antichi stati come lo Stato Pontificio in Italia e la resurrezione della monarchia borbonica in Francia sotto Luigi XVIII. Attraverso i Deliberati di Karlsbad (1819), Metternich introdusse misure che limitavano fortemente il processo liberale, con una politica, per esempio, di controllo delle attività di professori e studenti, che lui considerava tra i responsabili della diffusione di idee liberali radicali.

### Metternich e l'Italia
Il 2 agosto 1847 Metternich scrisse, in una nota inviata al conte Dietrichstein, la famosa e controversa frase:
(Klemens von Metternich)
Tale frase venne ripresa l'anno successivo dal quotidiano napoletano Il Nazionale, che la riportò però in senso dispregiativo: «L'Italia non è che un'espressione geografica»; nel pieno dei moti del '48 i liberali italiani si appropriarono polemicamente di questa interpretazione («L'Italia non è che una mera espressione geografica») utilizzandola in chiave patriottica per risvegliare il sentimento anti-austriaco negli italiani.
Gli storici sono abbastanza concordi nel riconoscere in tale affermazione la constatazione di uno stato di fatto piuttosto che una connotazione negativa: dal punto di vista politico, lo statista austriaco (che concepiva l'Impero asburgico come una confederazione di stati con vario grado di autonomia) vedeva come l'Italia fosse «composta da Stati sovrani, reciprocamente indipendenti» (così proseguiva nel testo della nota), così come lo era la Germania (Confederazione germanica). Più che un arrogante disprezzo nei confronti dell'Italia e di coloro che puntavano alla sua unificazione, a muovere Metternich era il calcolo politico di mantenere divisa la penisola, permettendo al suo paese di esercitare una stretta influenza (diretta e indiretta) sugli stati italiani. Egli riconobbe poi la grande abilità politica e diplomatica di Camillo Benso di Cavour:
(Klemens von Metternich)
Nel ventunesimo secolo il suo palazzo a Vienna è sede dell'Ambasciata italiana.

### Giudizio storico
(Indro Montanelli, l'Italia Giacobina e Carbonara, pp. 189-190)
Nel corso dei secoli la figura di Metternich fu oggetto di un intenso dibattito storico che generalmente viene riassunto nella divisione tra coloro i quali considerarono la sua politica interna repressiva come un inutile tentativo di impedire il progresso storico e, invece, coloro che lodarono le abilità politiche e diplomatiche del cancelliere.
In particolare, nel corso del XIX secolo, Metternich fu pesantemente denigrato come quell'uomo che soffocò la nascita di realtà costituzionali e liberali tanto nell'Impero austriaco quanto in Germania e nell'Europa centrale e che, reprimendo ogni moto riformatore mediante l'istituzione di un rigido apparato poliziesco e di una rete di spionaggio dei gruppi di opposizione, non fece altro che accentuare gli odi e i risentimenti tra le varie nazionalità che componevano l'impero asburgico: in altri termini, secondo questi storici, la mancata nascita di un regime liberale rappresentativo non fece altro che alimentare le pulsioni nazionalistiche che avrebbero portato alla caduta dell'impero. Secondo alcuni storici, la sua opposizione al Reform Bill del 1832 non è una dimostrazione del fatto che la sua politica si fosse arenata a una battaglia inutile contro ogni istanza progressista dell'epoca.
Al contrario, nel XX secolo la sua opera fu in parte rivalutata (in particolare dopo gli studi di Heinrich von Srbik) e dopo la Seconda guerra mondiale quando la dottrina storica prese a considerare i suoi tentativi di costruire un assetto europeo stabile e pacifico e il fatto che, mediante una sapiente rete di alleanze, fosse riuscito a impedire una predominanza russa nell'Europea centro-orientale, riuscendo laddove i suoi successori avrebbero fallito 130 anni dopo di lui; dunque, come sostenuto dal suo biografo, Srbik, Metternich non fece altro che perseguire legalità, cooperazione internazionale e dialogo riuscendo a garantire oltre trent'anni di pace. Alcuni autori, inoltre, come Peter Viereck e Ernst B. Haas andarono oltre, dando credito a Metternich di idee e opinioni più tolleranti ma che queste ben poco poterono contro l'assetto politico dell'impero austriaco. Metternich è ricordato anche per il tentativo fatto al Congresso di Vienna, assieme al suo omologo prussiano, perché le leggi di emancipazione ebraica in vigore negli stati napoleonici fossero mantenute, tuttavia non riuscì nell'intento, a parte in Francia. In Austria furono infatti sempre tenute in vigore le patenti di tolleranza emanate da Giuseppe II nel 1782 verso ebrei, protestanti e altre minoranze, mentre ad esempio gli stati italiani e la Spagna revocarono questi diritti.
Di recente, infine, parte della dottrina storica ha sottolineato che Metternich aveva in realtà un'influenza minore tanto nella vita politica imperiale quanto nello scacchiere internazionale; per esempio, A. JP Taylor mise in dubbio che Metternich fosse l'"onnipotente cancelliere" che spesso era stato descritto dagli storici del secolo precedente, mentre Robin Okey, critico di Metternich, osservò che, sullo scenario internazionale, il cancelliere non aveva altro che la propria capacità di persuasione e che difettava tanto di doti amministrative quanto di una capacità di perseguire con coerenza un indirizzo politico. In ogni caso, è rimasta pressoché intatta l'opinione secondo cui Metternich fu, insieme al Visconte Castlereagh e a Talleyrand, uno dei maestri della diplomazia ottocentesca grazie al suo acume politico e al carattere vivace che lo rendeva forse inadatto a una visione tattica di corto raggio ma perfetto per una visione strategica nel lungo periodo incentrata sull'obiettivo di mantenere un equilibrio europeo.

## Discendenza
Metternich si sposò tre volte ed ebbe 15 figli legittimi (i nomi non sono tradotti) più una figlia illegittima, di cui riconobbe la paternità.
Figli avuti da Eleonore von Kaunitz-Rietberg (10 ottobre 1775 – 19 marzo 1825):
- Maria Leopoldina, contessa Esterházy de Galántha (17 gennaio 1797 – 24 luglio 1820); non ebbe figli
- Franz Karl Johann Georg (21 febbraio 1798 – 3 dicembre 1799)
- Klemens Eduard (10 giugno 1799 – 15 giugno 1799)
- Franz Karl Viktor (12 gennaio 1803 – 30 novembre 1829); ebbe un figlio illegittimo, Roger Armand Viktor Maurice, Baron von Aldenburg (21 ottobre 1827 – 14 ottobre 1906)
- Klementine Marie Octavie (30 agosto 1804 - 6 maggio 1820)
- Maria Antonia (25 agosto 1806 - 17 gennaio 1829)
- Leontine Adelheid, contessa Sándor de Szlavnicza (18 giugno 1811 - 16 novembre 1861); ebbe una figlia, Pauline
- Hermine Gabriele (Henrietta) (1º settembre 1815 - dicembre 1890)

Figli avuti con Antoinette von Leykam, contessa von Beylstein (15 agosto 1806 - 17 gennaio 1829):
- Richard Klemens Josef Lothar Hermann, II principe Metternich (17 gennaio 1829 - 1º marzo 1895); sposò la nipote Pauline, da cui ebbe tre figlie

Figli avuti da Melanie Zichy de Zich et Vásonykeö (18 gennaio 1805 - 3 marzo 1854):
- Melanie Marie Pauline Alexandrine (17 febbraio 1832 - 16 novembre 1919); non ebbe figli
- Klemens (21 aprile 1833 - 10 giugno 1833)
- Paul Klemens Lothar, III principe Metternich (14 ottobre 1834 - 6 febbraio 1906); ebbe tre figliuoli
- Maria Emilia Stephania (22 marzo 1836 - 12 giugno 1836)
- Lothar Stephan August (13 settembre 1837 - 2 ottobre 1904); si sposò due volte ma non ebbe figli

Figli da Katharina Bagration (7 dicembre 1783 - 21 maggio 1857)
- Marie-Klementine Bagration (29 settembre 1810 - 29 maggio 1829); figlia illegittima, ma di cui riconobbe la paternità

## Opere in italiano
- Memorie, Collana Saggi n.48, Torino, Einaudi, 1943.
- Memorie, introduzione, trad. e note di Gherardo Casini, prefazione di Francesco Perfetti, Collana Storia e politica.Fonti e documenti, Roma, Bonacci editore, 1991, ISBN 978-88-7573-236-3.
- Il mio testamento politico, traduzione di G. Casini, Collana Heliopolis, Tabula Fati, 2002, ISBN 978-88-87220-89-6.
- Ordine ed equilibrio. Antologia di scritti, a cura di G. De Rosa, Collana I miti, Torre del Greco, ESA, 2012, ISBN 978-88-95430-32-4.

## Nella cultura di massa

### Cinema
- Napoléon (2002), interpretato da Julian Sands.